# Osvaldo Silva Galdames
Osvaldo Silva Galdames (Santiago de Chile, 24 de mayo de 1940-ibídem, 3 de marzo de 2019) fue un académico chileno.

## Biografía
Nació el 24 de mayo de 1940 en Santiago de Chile, hijo de Osvaldo Silva Rivera y Berta Galdames Ramírez. Estuvo casado con Paulina Dittborn Cordua.
Estudió en la Universidad de Chile, titulándose como profesor de Estado en historia, geografía y educación cívica en 1963. En 1971 obtuvo un Master of Arts en antropología, en Temple University.
En 1963, ingresó como académico al Departamento de Ciencias Históricas de la Facultad de Filosofía y Humanidades de la Universidad de Chile. Dicha casa de estudios señala que "su área de interés en la docencia y la investigación es el mundo prehispánico americano y chileno. Ha sido su principal preocupación dilucidar las características del choque entre la cultura de los españoles con el complejo mundo de los mapuche que dominaban el territorio desde el actual Santiago hasta la zona sur". Silva fue director del citado departamento y, en sus últimos años de vida, miembro de la Comisión Superior de Evaluación de la Universidad de Chile y director responsable de la revista Cuadernos de Historia. Silva impartía, en pregrado, clases sobre historia de América indígena y prehistoria de Chile; en posgrado, en tanto, dictaba las cátedras "Prácticas de reciprocidades y redistribución" y "Las bandas como organización social, territorial y económica de las sociedades cazadoras-recolectoras".
Paralelamente a sus labores en la Universidad de Chile, Silva impartió clases de historia en el Colegio Suizo de Santiago entre 1965 y 1996.
Falleció el 3 de marzo de 2019 en Santiago de Chile, a los 78 años.

## Libros
- Prehistoria de América (1983)
- Civilizaciones prehispánicas de América (1985)
- Atlas de Historia de Chile (1986)
- Prólogo a Chile (1992, en coautoría con Julio Retamal Ávila)
- Breve Historia Contemporánea de Chile (1995)
- Historia de Chile Ilustrada (3ª edición, 2003)
- Historia de Chile, Tomo I (17° edición, 1991) (en coautoría con Sergio Villalobos, Patricio Estellé y Fernando Silva)